# Grotte des Huguenots
Pour les articles homonymes, voir Grotte des Huguenots (homonymie).
La grotte des Huguenots est une cavité naturelle située sur la commune de Vallon-Pont-d'Arc, dans le département de l'Ardèche. Elle s'ouvre dans les gorges de l'Ardèche par un vaste porche, à environ 1 km en amont du pont d'Arc.

## Toponymie
Dans son ouvrage (1869), Jules Ollier de Marichard classe la grotte parmi les cavités murées et précise qu'elle était autrefois connue sous le nom de grotte du Colombier ou le Temple. En mai 1890 lors du synode de Salavas (Ardèche), la grotte sert de cadre à des cérémonies protestantes. Depuis lors, la cavité est désormais appelée grotte des Huguenots.

## Spéléométrie
La dénivellation de la grotte des Huguenots est de 35 m, ce qui correspond à peu près à la hauteur du porche d'entrée, pour un développement de 200 m environ.

## L'aménagement du site
Avant la construction de la route de Vallon à Chames, la grotte n'était accessible qu'en barque depuis la rivière (Roudil, 1965). Cependant, elle possédait une autre entrée assez étroite, le "trou du Guetteur", qui débouchait plus au nord dans le coteau.
En 1947, Maurice Martin achète une parcelle de terrain qui comprend notamment les grottes des Huguenots et des Tunnels. En pionnier du tourisme, le propriétaire aménage la grotte des Tunnels et installe une cuisine dans la grotte des Huguenots, laquelle doit être transformée en salle de restaurant. Mais en 1958, des crues de l'Ardèche mettent à mal les travaux et projets futurs. Malgré tout, la terrasse du porche est achevée vers 1960. En 1961, le décès de M. Martin entraîne l'abandon des activités de restauration et de commerce alimentaire (Tscherter, 2003).
Depuis fin de l'année 2019, la grotte est la propriété du département de l'Ardèche.

## Découvertes archéologiques
Lors de fortes pluies, la grotte est parfois parcourue par un ruisseau qui s'écoule vers l'Ardèche ; c'est pourquoi une grande partie des remplissages qu'elle contenait a disparu. La plupart des remplissages et des gisements archéologiques a été érodée par le ruisseau. Toutefois, des fouilles ont été menées dans des endroits préservés de l'érosion. Celles-ci ont livré quelques objets intéressants comme des tessons de poteries, des silex taillés, des poinçons en os, des galets à encoches, des meules en granite et en basalte, ainsi que des ossements animaux plus ou moins calcinés. Les investigations ont également confirmé une occupation du site au Paléolithique supérieur. En effet, deux sondages archéologiques, pratiqués en 1961 et 1991, ont révélé des séquences allant du Gravettien (Paléolithique supérieur) au Néolithique (Roudil, 1965 ; Onoratini & Joris, 1995).
Enfin, les collectes et ramassages, pratiquées sur le site depuis 1972, indiquent une occupation de la grotte au Néolithique final et à l'âge du Bronze (Tscherter, 2003).

## Présence huguenote
Bien qu'il soit admis que des personnages historiques aient fréquenté la grotte, aucun document ne vient attester la tradition. Celle-ci rapporte qu'après sa défaite, le chef camisard Abraham Mazel (1677-1710) serait venu dans grotte ; il en va de même pour la prédicante Marie et le pasteur protestant Antoine Court qui auraient participé à une assemblée (Viala, 2005).
Si la grotte a pu servir de lieu de prêche, entre 1685 et 1789, notamment après la révocation de l'édit de Nantes (1685), le dessin d'une assemblée de 1890 atteste du synode de Salavas. Les participants au synode sont convaincus que la grotte des Huguenots a été fréquentée par des protestants aux XVII et XVIIIe siècles. Effectivement, la découverte de deux pièces de monnaie anciennes montrent que la grotte est connue et fréquentée au cours de ces périodes. Il s'agit d'Un liard émis entre 1613 et 1628 et d'un dixième d'écu de 1756 (Tscherter, 2003).
Enfin, la tradition orale évoque le "trou du guetteur" et la "chaire du pasteur" comme preuve de la fréquentation ancienne des protestants de ce lieu isolé particulièrement propice à la clandestinité.

## Du Césame au CERP

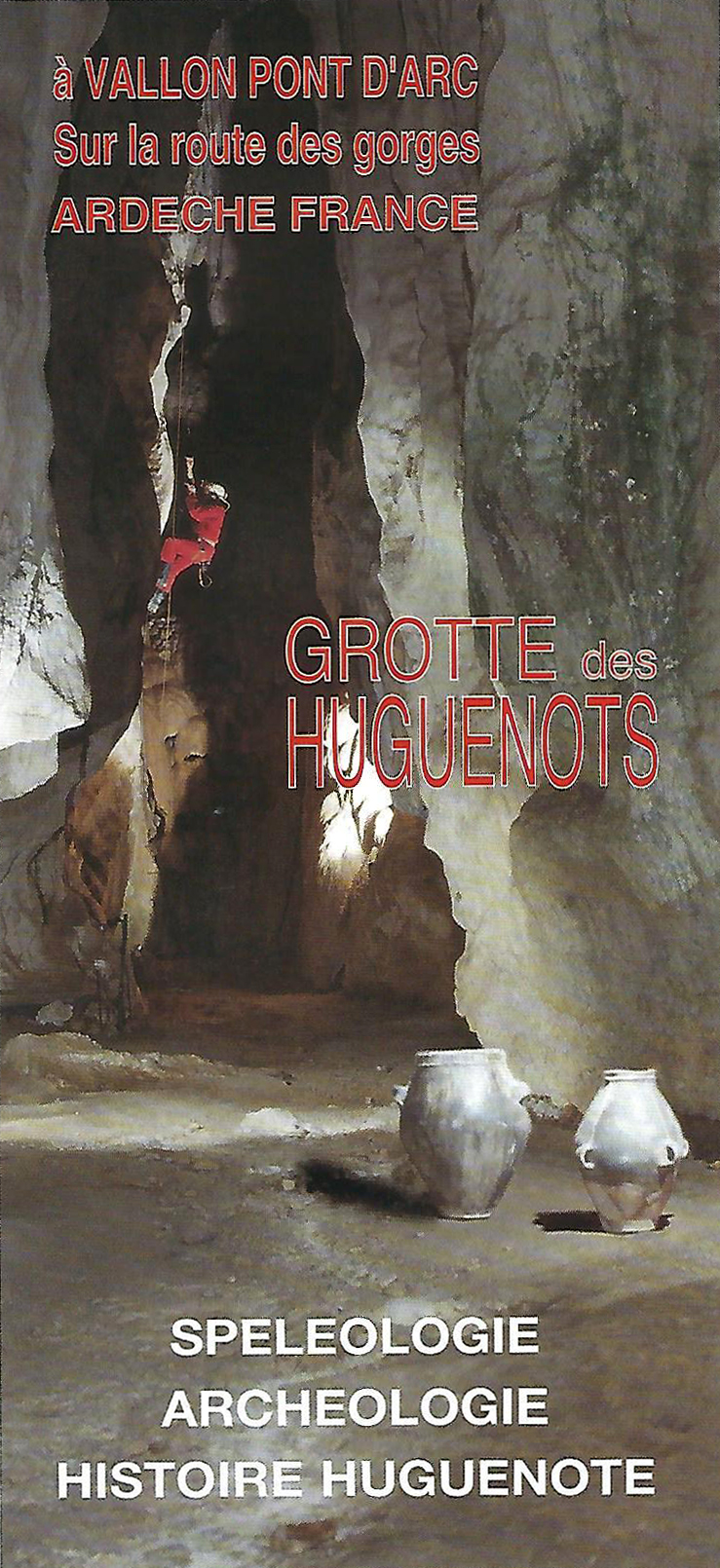
Affiche de l'exposition du Césame intitulée "Spéléologie, archéologie et histoire huguenote".

Depuis 1972, un groupe de bénévoles du CÉSAME (Spéléologie et Préhistoire en Basse-Ardèche) a très tôt mis en valeur le site souterrain en proposant animations et expositions. Toutefois, les effectifs du groupe en diminution constante ne permettaient plus de faire face à toutes les contraintes d'une ouverture au public. La dernière exposition « Spéléologie, archéologie et histoire huguenote » a lieu en 2007. En 2009, une convention signée avec la mairie de Vallon a permis de maintenir l'accès au patrimoine local et de pérenniser l'œuvre culturelle du CÉSAME.
Le maintien des activités culturelles et pédagogiques du site a été repris par le CERP (Centre Européen de Recherches Préhistoriques), pour le compte de la mairie de Vallon-Pont-d'Arc. Il est accessible à la visite uniquement pour les groupes, et sur rendez-vous.

## Faune
Le porche de la grotte est colonisé par des martinets alpins à ventre blanc, quelques couples d'hirondelles de rochers et par de nombreux pigeons. Le fond de la grotte abrite une importante colonie de chauves-souris.

## Spéléogenèse
La grotte de Huguenots n'est pas la seule cavité du secteur ; en effet, dans toute la partie amont des gorges, on trouve de nombreuses grottes creusées par la rivière et qui correspondent à des recoupements karstiques de méandres aériens dans lesquels transitaient une partie des eaux de l'Ardèche. La grotte des Huguenots correspond probablement à l'un de ces recoupements par des circulations souterraines qui réapparaissaient un peu plus loin en aval. Le stade ultime du recoupement de méandres est illustré par le monumental pont d'Arc.

## Accident
En 2009, la grotte est le théâtre d'un accident lors d'une séance d'entrainement de la compagnie Lez Arts Cordés autour d'un tourniquet installé sous le porche. En effet, la compagnie est constituée d'une troupe d'acrobates, pour partie originaire du milieu spéléologique, qui maîtrise bien les techniques et manœuvres sur cordes. À la suite d'une défaillance technique, les quatre acrobates cordistes en exercice ont fait une chute de près de 8 mètres… Ils s'en sont tous sortis. La troupe préparait un spectacle pour les 50 ans de l'École française de spéléologie, une commission de la Fédération française de spéléologie.

## Illustrations

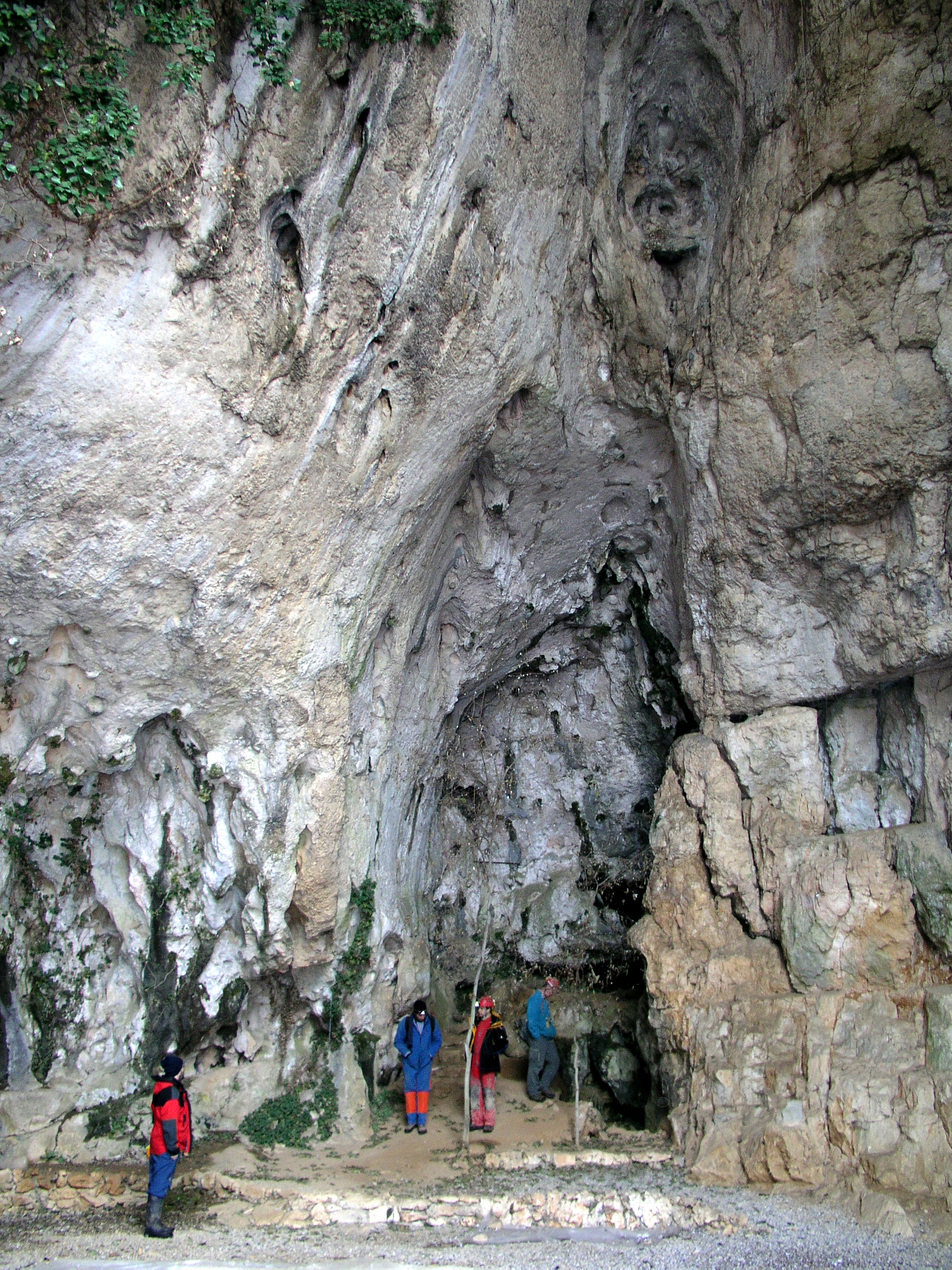
Le porche de la grotte des Huguenots.
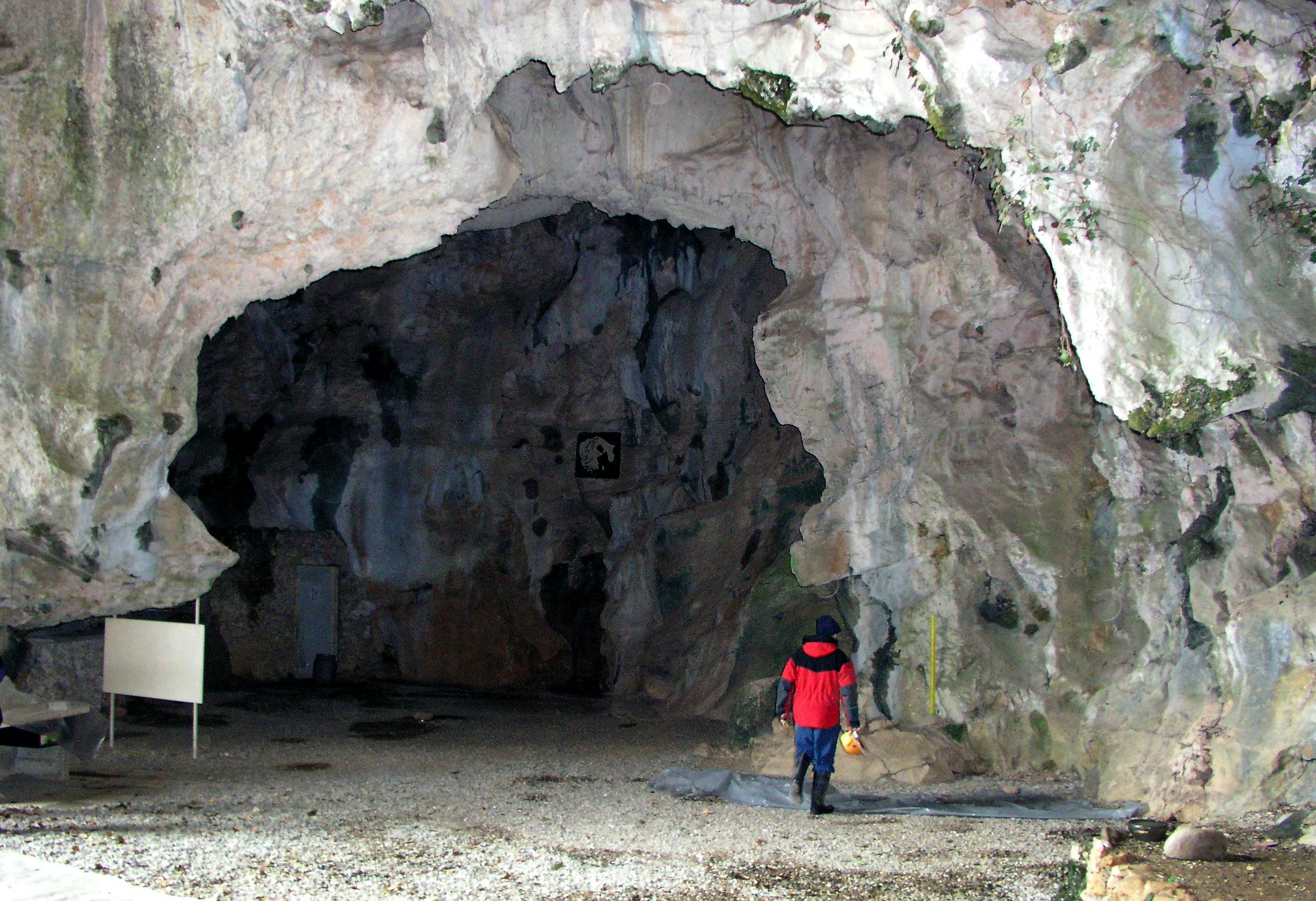
Intérieur de la grotte des Huguenots.
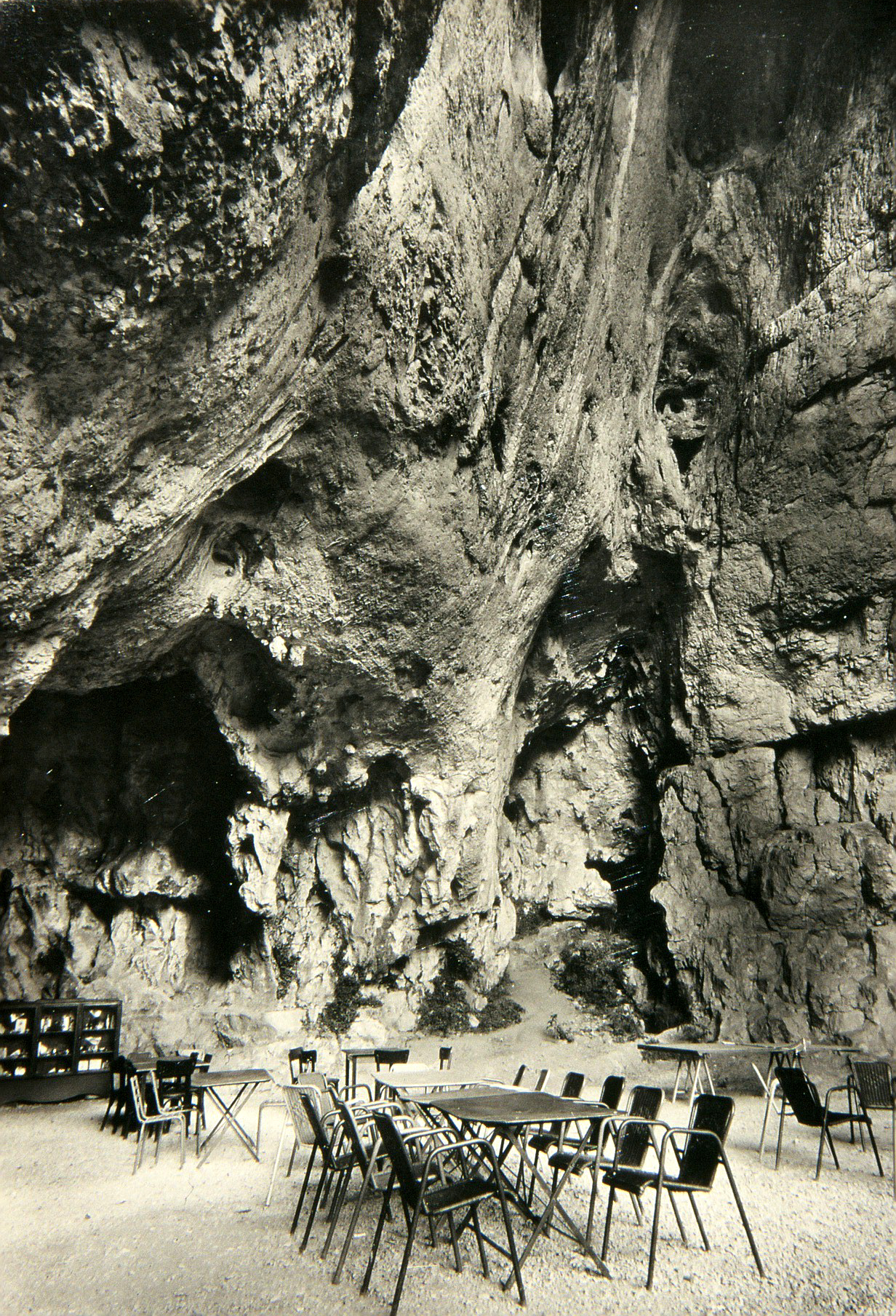
Le restaurant de la grotte vers 1960.
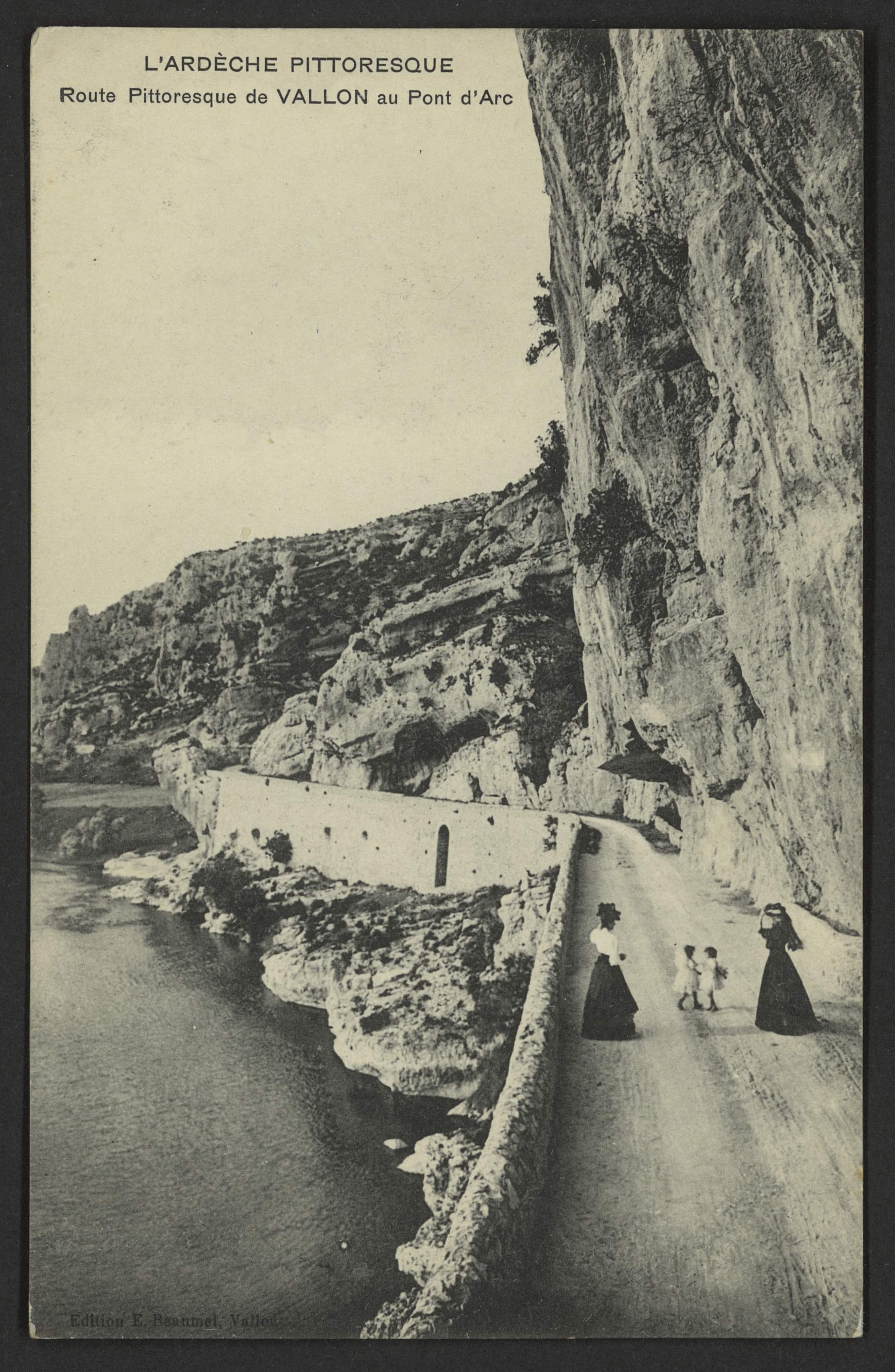
La route des gorges près de Vallon.